# Райчев, Александр
Алекса́ндр Ивано́в Ра́йчев (болг. Александър Иванов Райчев; 11 апреля 1922, Лом, Болгария — 28 октября 2003, София, Болгария) — болгарский композитор, дирижёр и педагог. Народный артист НРБ.

## Биография
Родился в семье ремесленника. Брат композитора Виктора Райчева.
В 1947 году окончил Софийскую музыкальную академию; среди педагогов: Панчо Владигеров (композиция), Марин Големинов, Парашкев Хаджиев и Асен Карастоянов. В 1949—1950 годах совершенствовался как дирижёр у Яноша Ференчика и как композитор у Золтана Кодая в Музыкальной академии Ференца Листа в Будапеште. В 1950 году становится преподавателем теории музыки в Софийской музыкальной академии, с 1962 года — профессор Болгарской консерватории, а в 1972—1979 годах — её ректор. С 1958 года — секретарь Союза болгарских композиторов, с 1976 года — 1-й заместитель председателя, а в 1980—1994 годах — председатель. В 1978—1981 годах — заместитель министра культуры Болгарии. Член БКП с 1946 года. Кандидат в члены ЦК БКП. Депутат Народного собрания Болгарии 6 и 7 созывов. Писал музыку к спектаклям и фильмам.
Его сын Александр (род. 1975) стал композитором, а также пианистом. Живёт в Германии. С 2004 года — приглашённый солист Софийской филармонии. Сотрудничает с рядом классических и электронных композиторов, в том числе с бывшим композитором группы Scooter Риком Джорданом, с которым создал совместный музыкальный проект.

## Сочинения
- опера «Мост» (1966)
- опера «Тревога» (1974)
- опера «Хан Аспарух» (1981, Русе)
- «Ваше присутствие»[2] / Вашето присътствие (1969)
- балет «Гайдуцкая песня» / Хайдушка песен (1952, София)
- балет «Источник Белоногой» / Изворот на белоногата (1978, София)
- симфония № 1 (симфония-кантата) «Он не умрёт» для солистов, хора и оркестра / Той не умира (1949, по балладе «Хаджи Димитр» Xристо Ботева)
- симфония № 2 «Новый Прометей» / Новият Прометей (1958)
- симфония № 3 «Порывы» / Устреми (1965)
- увертюра «Сияющая заря»
- оратория «Октябрь-50» / Октомври-50 (1967)
- оратория «Дружба» (1972)
- оратория-кантата «Болгария — белая, зелёная, красная» / България — бяла, зелена, червена (1976)
- кантата «Димитров жив» / Димитров е жив (1954)
- увертюра «Сияющая заря» / Сияйна зора (1972)
- симфонический распев «Ленинские поколения» / Ленински поколения (1971)
- симфонические эпизоды «Лейпциг-33» (1972)
- соната-поэма для скрипки с оркестром (1956)
- «Детский альбом» для фортепиано / Детски албум (1957)
- «Молодёжный альбом» для фортепиано / Младежки албум (1959)

## Награды
- 1959 — Димитровская премия
- 1971 — Герой Социалистического Труда
- 1971 — Орден «Георгий Димитров»
- 1971 — Народный артист НРБ
- 1972 — Димитровская премия
- 1997 — Орден «Стара-планина» I степени